# PowerBook 180
Il PowerBook 180 è stato un computer portatile immesso sul mercato dalla Apple Inc. contemporaneamente al PowerBook 160 nell'ottobre 1992. All'epoca costituiva il nuovo modello alto di gamma che sostituiva in questo ruolo il precedente PowerBook 170. Il disegno del case e le caratteristiche base erano le stesse del 170, ma era equipaggiato da un microprocessore a l 33 MHz Motorola 68030 più veloce e da una caratteristica Motorola 68882.  Assieme al 160, aveva una nuova caratteristica di risparmio energetico che consentiva al processore di elaborare ad una minor velocità di 16 MHz, la stessa del 140.
Il PowerBook 180 fu prodotto con un display a cristalli liquidi da 9,5" a matrice attiva, in grado di rappresentare una grayscale a 4-bit; una trackball era installata sotto la tastiera.  Il computer era anche dotato di un lettore di floppy disk da 1,4 MB e da un disco rigido standard da 80 MB della dimensione di 2½". Il PowerBook aveva anche la possibilità di espandere il disco rigido fino a 120 MB. C'erano anche due sostegni per inclinare la tastiera.
Come in precedenza il Macintosh Portable, con l'aggiunta di una porta video esterna a colori, che mancava al 170, il 180 divenne un laptop in grado di sostituire completamente un desktop, avendo le stesse prestazioni del Macintosh LC III+. Fu posto in vendita fino al maggio 1994.

## PowerBook 180c
Nel giugno 1993, la Apple mise in commercio una versione identica del modello ma con il display a colori, il PowerBook 180c (rappresentato nell'immagine). Aveva un display LCD a colori da 8,4" a matrice attiva in grado di mostrare 256 colori e fu il primo PowerBook ad avere un display 640x480 (tutti i precedenti PowerBooks avevano una risoluzione 640x400). A causa del display a colori più spesso, il case esterno fu ridisegnato, venendo così a somigliare di più alla serie PowerBook Duo. La stessa modifica fu introdotta nel PowerBook 165c per risolvere lo stesso problema.